# Kim Woo-min
Dans ce nom, le nom de famille précède le nom personnel.
Kim Woo-min (en coréen : 김우민), né le 24 août 2001, est un nageur sud-coréen, lauréat d'un titre mondial sur 400 mètres.

## Biographie
Kim Woo-min fait partie de l'équipe sud-coréenne pour le relais 4 x 200 mètres nage libre aux Jeux olympiques d'été de 2020 à Tokyo en 2021 ; les Sud-Coréens terminent septièmes en 7 min 15 s 03, temps qui ne leur permet pas d'accéder à la finale.
Kim se classe sixième au 400 mètres nage libre aux Championnats du monde 2022 à Budapest. Un an plus tard, il progresse d'une place jusqu'à la cinquième place dans cette discipline aux Championnats du monde à Fukuoka ; il établit également le nouveau record national sur l’épreuve du 800 m (7 min 47 s 69).
Aux Jeux asiatiques de 2022 à Hangzhou en 2023, il remporte la médaille d'or au 400 mètres et au 800 mètres nage libre ; il participe également au titre continental dans le relais 4 x 200 mètres et remporte la médaille d'argent au 1 500 mètres nage libre.
Il est sacré aux Championnats du monde 2024 à Doha avec le titre sur 400 mètres dans un temps de 3 min 42 s 71, à deux secondes du record du monde.
Il remporte la médaille de bronze du 400 mètres nage libre masculin aux Jeux olympiques d'été de 2024 à Paris.

## Palmarès

### Jeux olympiques
- Jeux olympiques de 2024 à Paris ( France) :
  -  Médaille de bronze sur 400 m nage libre

### Championnats du monde

#### En grand bassin
- Championnats du monde 2024 à Doha (Qatar) :
  -  Médaille d'or du 400 m nage libre.
  -  Médaille d'argent du relais 4 x 200 m nage libre.
- Championnats du monde 2025 à Singapour :
  -  Médaille de bronze du 400 m nage libre.